# Corbones
El riu Corbones neix a la provincia de Cadis, als peus de les Sierras de Blanquilla, Mollina i de los Borbollones. La seva longitud total és de 177 km, amb un desnivell de 780m. Ocupa una superfície de 1.826 km², la major part a la provincia de Sevilla. Conflueix amb el Guadalquivir a la localitat d'Alcolea del Río.